# Gitternetz

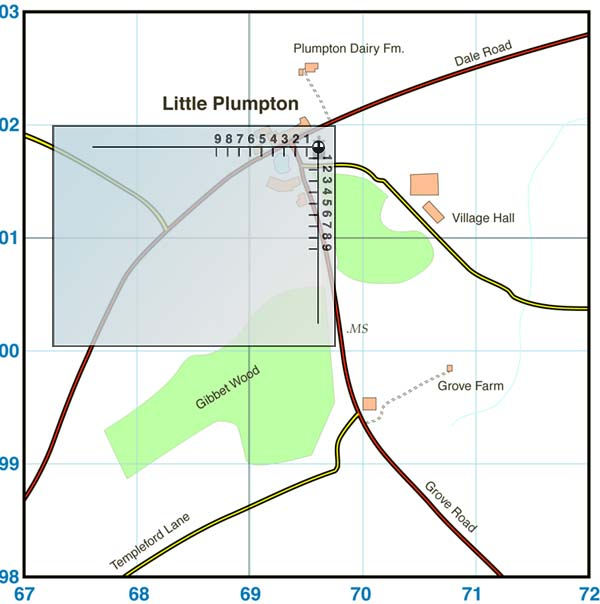
Blaues Gitternetz mit auf Karte liegendem transparentem Planzeiger

Rotes Gitternetz mit Referenz-Planzeiger links oben

Als Gitternetz bezeichnet man in der Geometrie, Geografie und Kartografie ein Netz aus sich in der Regel im gleichen Abstand und meist rechtwinklig schneidenden Linien (Gitternetzlinien). Es kann einen Kartennetzentwurf abbilden oder ein gesondertes Suchgitter.

## Anwendungsbeispiele für Gitternetze

### Topografische Karten
- Quadrangle (Kartografie)
- Soldner-Koordinatensystem
- Messtischblatt
- Gauß-Krüger-Koordinatensystem

### Militärische Karten
Gitternetz auch als Meldenetz
- UTM-Koordinatensystem
- UTM-Referenzsystem
- Military Grid Reference System
- Sowjetische Generalstabskarte
- Marinequadrat
- Jagdgradnetzmeldeverfahren

### Computergrafik
Die hier erzeugten Polygongitter (engl. mesh) werden auch als Gitternetze bezeichnet.